# Schacharit

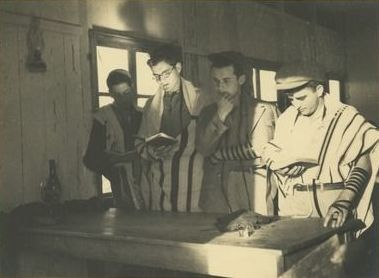
Schacharit in einem Kibbuz (Aufnahme zwischen 1925 und 1937 Shmuel Joseph Schweig)

Schacharit bzw. in aschkenasischer Aussprache Schachariss (hebräisch שחרית) ist das Morgengebet im Judentum.
Observante Juden, also Juden, die das Religionsgesetz, die Halachah, beachten, sind verpflichtet, dreimal am Tage zu beten. Dabei sind die Zeiten für die einzelnen Gebete genau festgelegt. Morgens direkt nach Sonnenaufgang ist das Morgengebet (Schacharit) zu beten, es kann aber bis zum Mittag gebetet werden. Bei Versäumen kann es bei dem Mincha-Gebet in Teilen nachgeholt werden. Die wesentliche Teile dieses Gebets sind das Schma Jisrael und die Amida.
Im liberalen Judentum sind einige der Texte im Schacharit gekürzt und einige Wiederholungen werden vollkommen weggelassen.

## Struktur des Schacharit
Das Morgengebet wird traditionell als Komposition verschiedener Teile betrachtet:
- Segenssprüche nach dem Erwachen (Birchot ha-Schachar)
- Abschnitte des Gesangs (Psuke desimra)
- das Schma Jisrael und seine Segenssprüche (Schma U’Birchotecha)
- Die Amidah (das Schmone Essre)
- Tachanun (Bußgebete), die nicht an einem Schabbat oder bestimmten Tagen rezitiert werden.
- Torahlesung
  - Während normaler Werktage an Montagen und Donnerstagen
  - Während des Schabbats oder an Feier- und Fastentagen
- Abschlussgebete (Alejnu, Kaddisch und En Kelohenu)